# Nesa Gschwend
Nesa Gschwend (* 25. November 1959, Altstätten, St. Gallen; † 30. Mai 2022 Küttigen, Aarau) ist als Schweizer Künstlerin bekannt für ihre multidisziplinäre Arbeit, die Installationen, Performances und visuelle Kunst umfasst. Ihre Projekte thematisierten häufig handlungsorientiert partizipativ und ortsspezifisch, soziale und ökologische Fragestellungen und förderten den Dialog zwischen unterschiedlichen Kulturen.

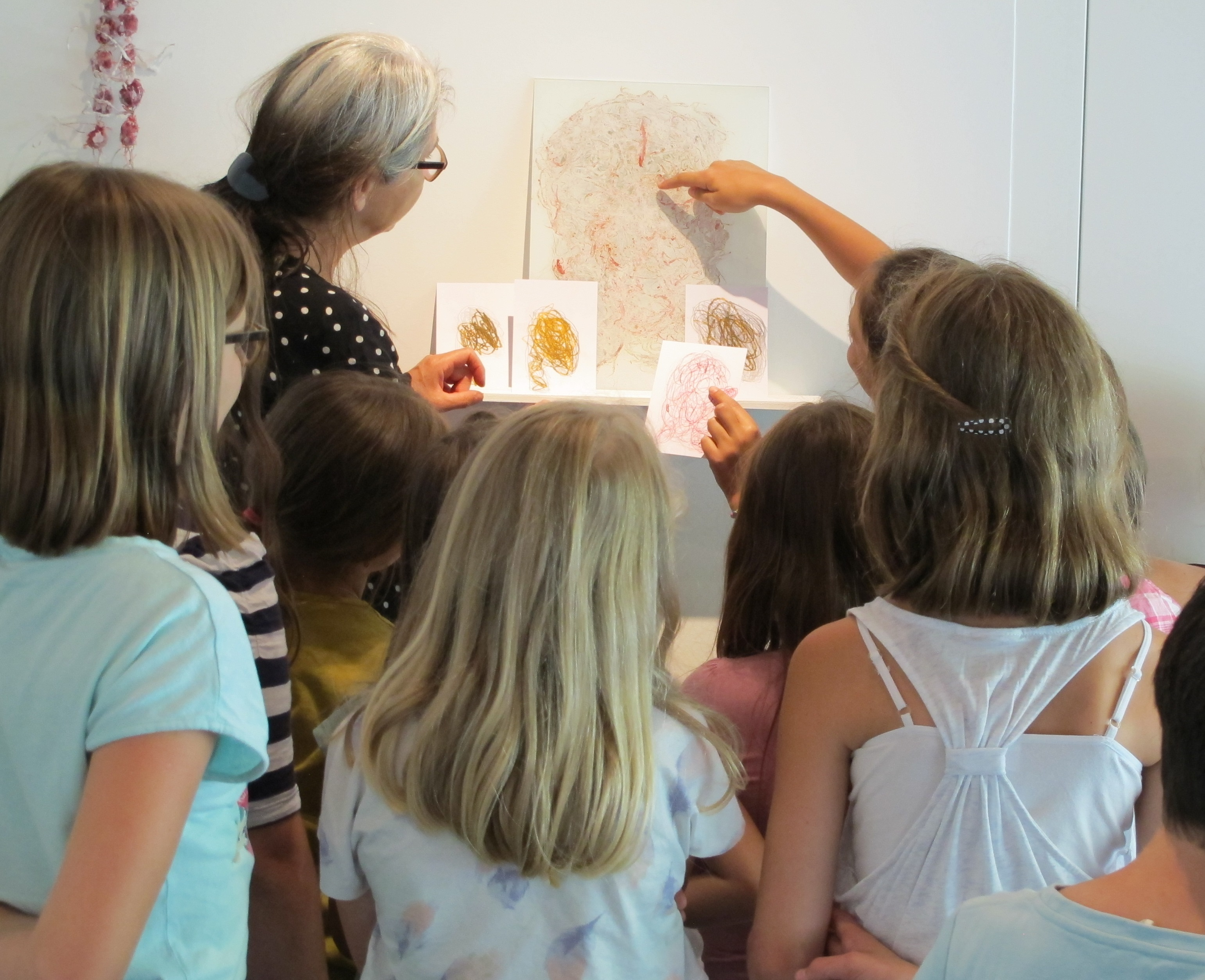
Nesa Gschwend bei einem ihrer partizipativen Projekte

## Werdegang
Nesa Gschwend begann ihre Ausbildung als Textilgestalterin in St. Gallen. Ihr Interesse für Theater, Tanz und performative Prozesse führten sie ins Ausland. In Bologna besuchte sie die Nuova-Scena-Theaterschule, und ab 1982 war sie in Berlin, wo sie mit Frank Niemöller das Aktionstheater PanOptikum gründete. Dort entwickelte sie bis 1986 als Co-Leiterin Performances im öffentlichen Raum. Sie kehrte 1996 in die Schweiz zurück und wohnte und arbeitete in Niederlenz. Von 1998 bis 2000 absolvierte sie ein weiteres Studium in szenischer Gestaltung an der Hochschule für Gestaltung und Kunst in Zürich. Sie lehrte in der Kulturpädagogik und an Gestaltungsschulen.
Gschwend hat an zahlreichen internationalen Ausstellungen teilgenommen, wobei ihre Werke sowohl in Museen als auch in alternativen Kunsträumen präsentiert wurden. Charakteristisch für ihre Arbeit sind handwerkliche, auch weiblich konnotierte Traditionen als sogenanntes „Denken mit den Händen“ mit der Design-Avantgarde in Verbindung zu bringen. Sie kombinierte avantgardistische und performative Techniken sowie interdisziplinäre und partizipative Methoden. Dabei spielten ihre textilen Installationen, Performances und Videos mit subjektiven Erfahrungen und kollektivem Gedächtnis, mit Bezugsfeldern, Verbindungen und Bedeutungen. Themen wie Migration, Identität und Ökologie sind zentral in ihren Ausstellungen. Durch ihre Installationen und Performances förderte sie den interkulturellen Dialog und regte zur Reflexion gesellschaftlicher Themen an.
Sie war Teil von verschiedenen Netzwerken wie Visarte oder FAT – Femme Artist Table.
Werke von ihr sind in Sammlungen der Stadt Altstätten, New Delhi, beim India Habitat Centre, in Schaan bei der Mezzanin Stiftung und beim Sankturbahnhof Sursee zu finden.

## Einzelausstellungen
- 1996: Nesa Gschwend, Galerie Ursula Rövenkamp, Zürich
- 1997: Oeffnungen, Kunsthalle Kühlungsborn, Elisabethenkirche Basel
- 2005: Nesa Gschwend. Moments of a Person, Performance, Solo, Projektraum exex, St. Gallen[4]
- 2007: Nesa Gschwend. Die Erinnerung an ein Ereignis, Galerie Werkart, St. Gallen
- 2007: Nesa Gschwend, Ausstellung im Rahmen der Chelsea Projekte von der Galerie Chelsea, H95 Raum für Kultur, Basel[5]
- 2009: Nesa Gschwend. Red Strings Through My Hands, India Habitat Centre, Delhi[6]
- 2010: Nesa Gschwend. my Body my Place, Kunsthalle Wil, Wil
- 2010: Nesa Gschwend. Red Strings through my Hands, Rathaus der Stadt Aarau, Aarau[7]
- 2011: Nesa Gschwend. Ist mein Kopf voller Dinge?, Kulturpavillon Psychiatrische Klinik, Wil[8]
- 2011: Nesa Gschwend. knotted threads. Installation - Videos - Textile Objects. a dialogue between cultures, Visual Arts Gallery, New Delhi[9]
- 2012: Nesa Gschwend. Ein künstlerischer Dialog mit Indien, Reithalle Bern, Bern
- 2013: Nesa Gschwend. Unter der Haut, Schauraum Mezzanin, Schaan
- 2014: Nesa Gschwend. «Interlacing» Cuttings and Stitchings, Sam Scherrer contemporary, Zürich
- 2015: Nesa Gschwend. -c-o-n-n-e-c-t-e-d-. Dialog mit der Sammlung, Sankturbanhof Sursee, Sursee
- 2016: Nesa Gschwend. Tissus pour mémoire, Galerie Filambule, Lausanne
- 2017: Nesa Gschwend, Espace d'une sculpture, visarte.vaud, Lausanne
- 2017: Nesa Gschwend. Textile Memory, Johanniterkirche Feldkirch, Feldkirch
- 2018: Nesa Gschwend. Living Fabrics, Palm Court Gallery, New Delhi
- 2019: Nesa Gschwend. Living Fabrics, a Dialogue through Textiles, Frauenmuseum Hittisau, Hittisau[10]
- 2020: Nesa Gschwend. Memories of Textiles, Kunsthalle Ziegelhütte, Appenzell[11]
- 2021: Nesa Gschwend. Traverser les textiles, Galerie zur Matze, Brig

## Gruppenausstellungen
- 1995: GSMBA. Bilder, Installationen, Plastiken, Fotos, Kunst im alten Schützenhaus, Zofingen
- 1996: Kunst am Wasserschloss, Schloss Hallwyl, Seengen
- 1996: Menschenbild, Regierungsgebäude, St. Gallen
- 1999: Objekte, Zeichnungen. Stephan Link, Bilder, Zeichnungen, Müller-Haus, Lenzburg
- 1999: Salon 99, Aargauer Kunsthaus Aarau, Aarau
- 2000: idee: scholle, Schollenmühle, Altstätten
- 2002: Skulpturenpark, Schloss Dottenwil, Wittenbach
- 2008: Traum und Zukunft, Kult.Kino Club, Basel
- 2011: Schnittstelle, Kunstraum Winterthur, Winterthur
- 2012: Auswahl 12. Aargauer Künstlerinnen und Künstler. Gast: Anton Egloff, Aargauer Kunsthaus, Aarau
- 2013: Talk to the hand. Sprechende Fäuste, patentierte Gesten, Helmhaus Zürich, Zürich
- 2013: Biennale Skulpturen-Symposium, Galerie Wyschür Weiertal, Winterthur
- 2015: videoförmig. bild und bühne, Kaskadenkondensator, Basel
- 2016: Wundern. Werke aus der Kunstsammlung Mezzanin, Liechtenstein, Kunstmuseum Appenzell, Appenzell
- 2020: 3. FATart fair: women in arts*, Kammgarn West, Schaffhausen
- 2020: Eingebunden, Installation / Video, TwingiLandArt 2020 / Twingischlucht, Jost Siegristhaus, Ernen[12]
- 2021: 4. FATart fair: women & flint in arts, Kammgarn West, Schaffhausen[13][14]
- 2021: Auswahl 21. Aargauer Künstlerinnen und Künstler, Aargauer Kunsthaus, Aarau
- 2022: in ständiger Bewegung, Kunsthaus Klosters, Klosters
- 2022: Grenzenlos. Einblicke in eine unbekannte Privatsammlung, Kunsthaus Zofingen, Zofingen
- 2022: 5. FATart Art Fair: women & FLINTA in arts, Kammgarn West, Schaffhausen[15]
- 2022/23: collecting : revisited, Kunstmuseum Appenzell und die Kunsthalle Ziegelhütte, Heinrich Gebert Kulturstiftung Appenzell[16]
- 2022/23: 8. Europäische Quilt-Triennale, Textilmuseum St.Gallen[17]
- 2023: Haut, Ausstellung, akku Kunstplattform, Emmenbrücke[18][19]

## Auszeichnungen
- 1987: Art award, Kanton St. Gallen
- 2005: Jurypreis, Videofestival, Kunsthaus Glarus
- 2006: Gästeatelier Krone, Artist in residence, Bangalore Indien
- 2009: Konferenz der Schweizer Städte für Kulturfragen (KSK)
- 2009: Aargauer Kuratorium
- 2009: Artist in residence, SKK Atelier, Varanasi Indien[20]
- 2010: Art award Metron Architekten, Brugg[21]
- 2014: Aargauer Kuratorium
- 2017: Aargauer Kuratorium
- 2019: Aargauer Kuratorium
- 2019: Visarte Atelier, Cité des Arts Paris[22]
- 2020: Werkbeitrag Esther Matossi Stiftung Zürich